# Tauferer Ahrntal

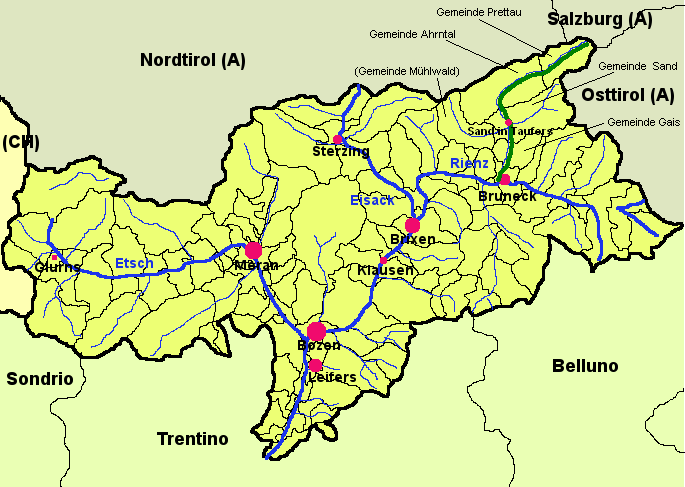
Karte Südtirols mit grün markiertem Tauferer Ahrntal

Tauferer Ahrntal (italienisch Valli di Tures e Aurina) ist die zusammenfassende Bezeichnung für die zwei von der Ahr durchflossenen  Täler in Südtirol (Italien). Dabei gilt traditionell die Engstelle bei Burg Taufers (Klapf) als Übergang der beiden Talstufen.
Diese sind:
- das Tauferer Tal (kurz Taufers),
- das Ahrntal (kurz Ahrn).